# (43511) Cima Ekar
(43511) Cima Ekar (2001 CP48) – planetoida z grupy pasa głównego asteroid okrążająca Słońce w ciągu 5,6 lat w średniej odległości 3,15 j.a. Odkryta 11 lutego 2001 roku.